# سوق الرباع الجديد

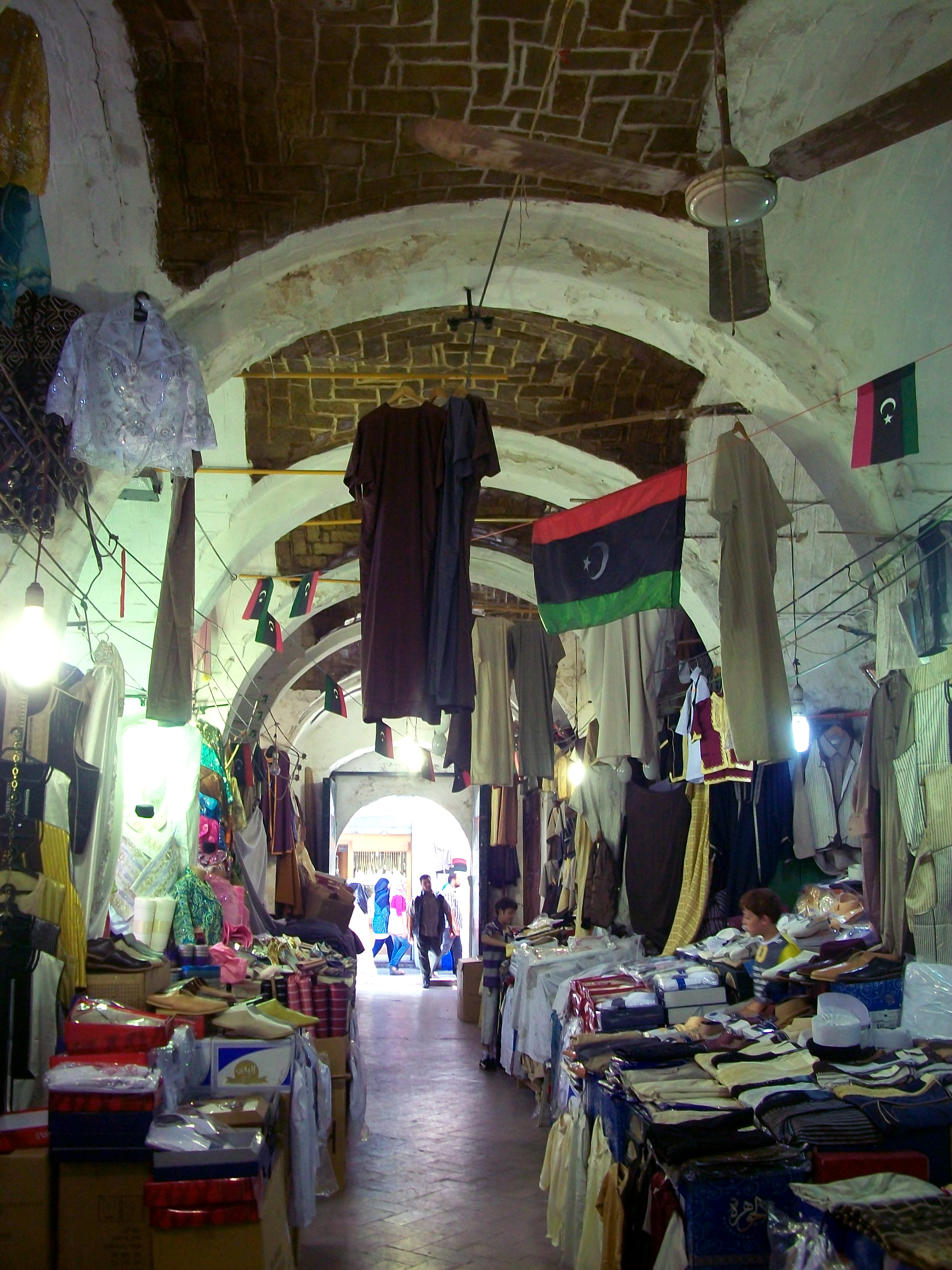
سوق اللفة من الداخل.

سوق الرباع الجديد أو سوق اللفة وهو الأخ الأصغر لسوق الرباع طرابلس القديمة ليبيا، ويقع بشكل ملاصق لجامع الناقة من الشرق ولسوق الصياغة وسوق طريق الحلقة مقابل لسوق الرباع القديم وسمي أيضا بسوق الظلام لشدة الظلمة فيه.

## تاريخه
أنشئ هذا السوق سنة 1711-1745

## وصف للسوق
بني على غرار سوق الرباع من حيث طرازه المعماري وعناصره المتمثلة في السقف البرميلي القبوي الأعمدة العقود المصطبات ويميزه عن سوق الرباع القديم مدخله الضخم ذو عقد كبير تقليدي الصنع .. ويتخذ هذا السوق شكل ممرين متوازيين متعامدين على ممر ثالث يربط بين الممرين رواقان صغيران ويضم هذا السوق مجموعة من الدكاكين ذات سقف نصف أسطواني وتباع في هذا السوق الألحفة والأغطية و(الحوالي) الصوفية و(الفراريش) النسائية وهو سوق شعبي.